# Morente. El barbero de Picasso
Morente. El barbero de Picasso és una pel·lícula documental del 2011 dirigida per Emilio Ruiz Barrachina sobre el cantaor flamenc Enrique Morente, que va morir el desembre de 2010 sense veure estrenada la pel·lícula. Fou estrenada al Festival de Màlaga amb la presència de la seva filla, Estrella Morente.

## Sinopsi
El documental tracta sobre la producció musical feta per Enrique Morente, una llegenda del flamenc, realitzada sobre texts de Pablo Picasso i cants flamencs més tradicionals. Va ser l'últim treball de Morente abans de morir, raó pera la que s'ha convertit en el seu llegat musical i de pensament. Al llarg de la filmació Enrique Morente parla sobre la seva vida, el flamenc, la família, la genialitat de Picasso, la seva història d'amistat amb el barber Eugenio Arias. Interpreta cançons de pals tradicionals del flamenc, barrejats amb fusions i altres músiques. Apareixen actuacions seves al castell de Buitrago de Lozoya i al Gran Teatre del Liceu, així com una actuació amb tota la seva família als Banys Àrabs de Granada, i la seva última cançó, El ángel caído d'Antonio Vega amb el pianista Federico Lechner.

## Nominacions
Fou nominada a la bisnaga d'Or del Festival de MàlagaAl XXVI Premis Goya fou nominada al Goya a la millor pel·lícula documental.